# Березів
Бер́езів — село в Україні, підпорядковане Хирівській міській раді Самбірського району Львівської області. Розташоване за 27 км від районного та за 104 км від обласного центрів. Через територію села проходить автомобільний шлях територіального значення Т 1401 (Смільниця — Старий Самбір). На відстані 4 км розміщується залізнична станція Городовичі, а за 39 км. — аеропорт «Калинів». Вздовж південно-східного кордону населеного пункту на північ протікає права притока річки Стривігор — Ясениця.
Національний склад населення відносно однорідний, з переважаючою більшістю українців. У розмовній мові переважає українська мова, особливістю якого є поєднання української граматики і фонетики із змішаною польсько-українською лексикою. Станом на 1 січня 2017 року в селі мешкало 287 осіб, територія — 1,89 км².
Засноване 1589 року як поселення Речі Посполитої. 1773 року увійшло до складу Австрійської імперії, а з 1867 — Австро-Угорщини. Протягом 1918—1939 років періодично перебувало під владою ЗНР, УНР та Другої Польської Республіки. За тім, упродовж пів століття населений пункт УРСР. З 1991 року і по нині в складі України.

## Історія
Історична дата заснування 1589 рік. Дідичами були графи Мнішеки.
Під час утисків бояр і набігів кочових племен монгол і татар люди шукали безпечного місця. Вони опинилися у місцевості, яка губилася від людського ока. Зі сходу і заходу рівномірно простягається місцевість, а внизу опинилась рівнина.  Ще одна важлива причина, тут було виявлено криниці з солоною водою, яку називали ропою.
З усіх сторін села ріс березовий гай, тому й  селяни  і назвали своє село – Березів, а потік, який протікає вздовж села – Березівка. 
Згодом розпочалися нові утиски. Почали прокладати колію на дорогах,  яка перетнула село навпіл.  В селі почали будувати свої домівки пани і жиди.
На солоних місцях джерел почали будувати так звані штольні (шахти). Почали добувати солену ропу, з якої варили сіль.
Після Першої Світової війни було побудовано школу. Це була школа з чотирирічним навчанням, у якій було чотири класи. До того часу діти навчались по черзі в сільських хатах.
В 1930-ті роки було засновано товариство «Самопоміч» виникло питання про будівництво народного дому. 
У селі була утворена філія по збору від селян залишків молока від організації «Маслосоюз». У селі також був і ткацький верстат, де з пряжі льону і конопель виготовляли полотно.      
З приходом радянської влади закрили «Народний дім», від селян забрали власну землю, коней та весь інвентар для обробітку землі.
Також у селі діяла  «Читальня», якою першим керував Григорій Гаваль, про те згодом її було зачинено.

## Населення

### Мова
Розподіл населення за рідною мовою за даними перепису 2001 року:
| Мова       | Кількість | Відсоток |
| ---------- | --------- | -------- |
| українська | 285       | 99.3%    |
| російська  | 2         | 0.7%     |
| Усього     | 287       | 100%     |

## Пам'ятки архітектури
На купленій у жида землі селяни побудували собі дерев’яну церкву. Про те з невідомих причин вона була знищена вогнем. Згодом почали будувати  церкву з каменю. Церкву назвали іменем Івана Богослава. Будували її за пожертви від селян, а також за кошти, які надавали українські емігранти, які проживали в Канаді, США, Аргентині та інших державах Америки.
Найдавніша згадка про церкву походить з 1589 р. Попередня тризрубна одноверха церква з пірамідальним наметовим завершенням нави була збудована у XVII ст. Будівля складається з трьох квадратів – ширшої нави й вужчих бабинця та вівтаря. Майже вдвічі вищий за інші зруб нави покривав пірамідальний наметовий дах. Вівтар і бабинець були покриті двосхилими дахами, що прикривали зрубну конструкцію склепіння, а не крокви. Окап дахів вівтаря й бабинця об’єднувався з піддашшям, що спиралося на випусти вінців зрубів.  Церква належала до оригінальних одноверхих будівель бойківського типу. На її місці у 1913 р. будівничим Костем Жеребецьким з Турки збудована теперішня мурована тридільна одноверха споруда, завершена на восьмибічнику нави великою банею з ліхтарем і маківкою. Церква стояла зачиненою у 1958-1989 рр.
Згодом управитель села вирішив перетворити церкву на сільський музей, але йому це не вдалося.
В 1990 роки між селянами почалися суперечки на релігійну тему. Селяни розділилися на дві конфесії – православні і греко-католики.
Селяни вирішили побудувати свій Божий храм і вже 1 січня 2000 року було урочисте посвячення храму Різдва Ісуса Христа. А невдовзі було встановлено дзвін, якому дали назву «Василь».